# 알렉산더 바움요한
알렉산더 바움요한 (Alexander Baumjohann, 1987년 1월 23일, 발트롭 ~)은 독일의 축구 선수로, 포지션은 공격형 미드필더이다.

## 경력
1991년, 바움요한은 토이토니아 발트롭에 입단하며 축구계에 입문하였고 2000년 여름에 FC 샬케 04에 합류하였다. 1군에 불과 2경기만 출장한 뒤, 그는 보루시아 묀헨글라트바흐로 2007년 1월에 이적하였다. 2007년 1월 27일, 그는 FC 에네르기 콧부스전에서 데뷔전을 치렀다.
2009년 7월 그는 FC 바이에른 뮌헨으로 이적하였으나, 6개월 뒤 FC 샬케 04로 돌아갔다.

## 수상
FC 샬케 04
- DFB-포칼:2010-11
- 독일 슈퍼컵:2011